# Iguig
Mall:Skilja på
Iguig (Bayan ng Iguig) är en kommun i Filippinerna. Kommunen ligger på ön Luzon, och tillhör provinsen Cagayan. Folkmängden uppgår till 21 858 invånare.

## Barangayer
Iguig är indelat i 23 barangayer.
| - Ajat (Pob.) - Atulu - Baculud - Bayo - Campo - San Esteban (Capitan) - Dumpao - Gammad - Santa Teresa (Gammad Sur) - Garab - Malabbac - Manaoag (Aquiliquilao) | - Minanga Norte - Minanga Sur - Nattanzan (Pob.) - Redondo - Salamague - San Isidro (Ugac West) - San Lorenzo - Santa Barbara - Santa Rosa - Santiago - San Vicente (Ugac East) |